# Sân bay Makokou
Sân bay Makokou (IATA: MKU, ICAO: FOOK) là một sân bay ở Makokou, tỉnh Ogooué-Ivindo, Gabon.

## Hãng hàng không và điểm đến
| Hãng hàng không               | Các điểm đến |
| ----------------------------- | ------------ |
| Nationale Regionale Transport | Libreville   |